# نقيل السحاديد (مذيخرة)

تعديل مصدري - تعديل

نقيل السحاديد محلة تابعة لقرية الساعة، التابعة لعزلة خولان بمديرية مذيخرة إحدى مديريات محافظة إب في الجمهورية اليمنية.، بلغ تعداد سكانها 22 حسب تعداد اليمن لعام 2004.